# Indústria

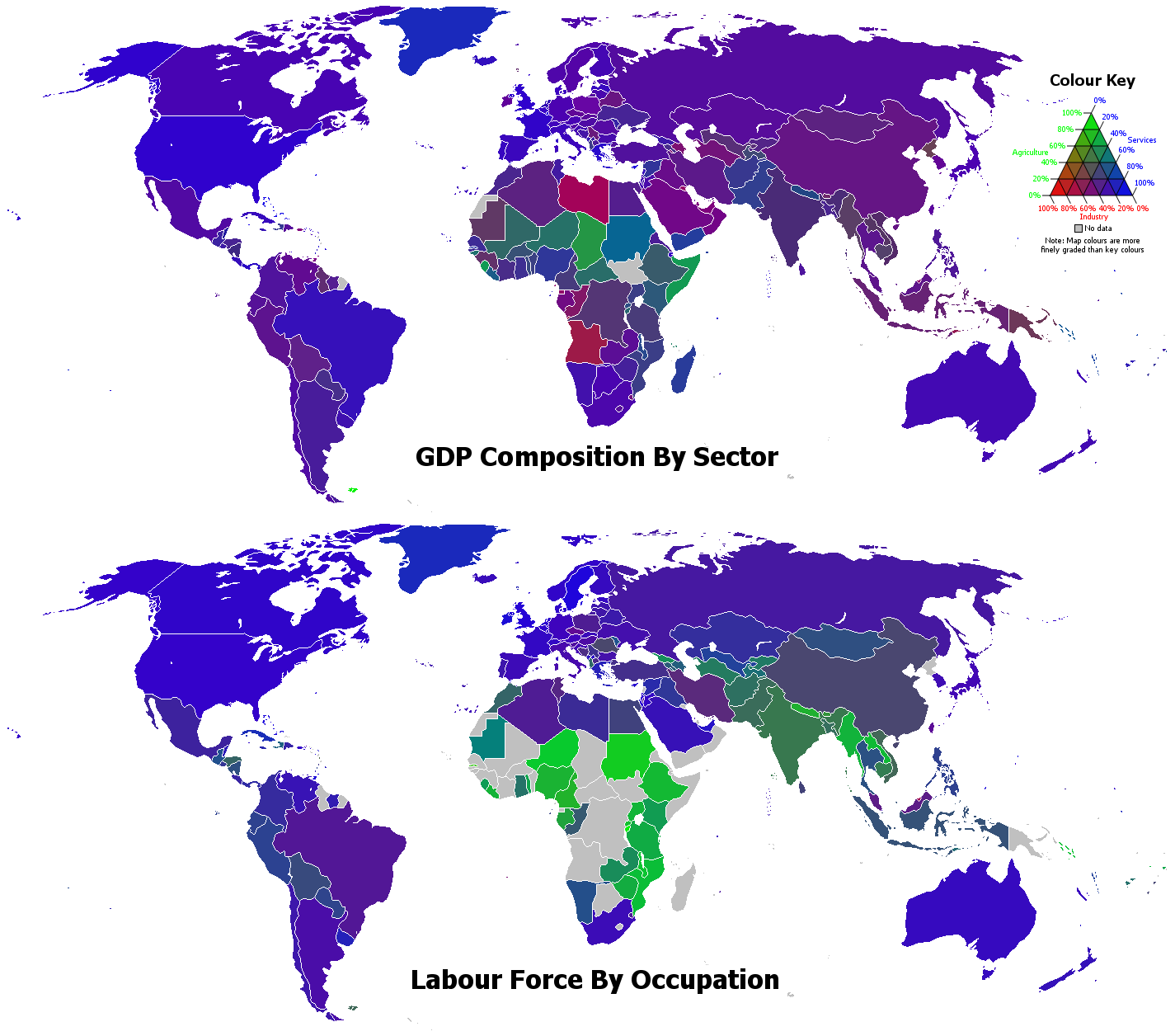
Composição do PIB por setor.

Indústria é uma atividade econômica que surgiu na Primeira Revolução Industrial, no fim do século XVIII e início do século XIX, na Inglaterra, e que tem por finalidade transformar matéria-prima em produtos comercializáveis, utilizando força humana, máquinas e energia.
A Revolução Industrial, por sua vez, surgiu da transição do capitalismo comercial para o capitalismo industrial da segunda metade do século XVIII. Esta Primeira foi baseada em vapor, carvão e ferro, mas a partir de 1860 surge a Segunda Revolução Industrial, empregando aço, energia elétrica e produtos químicos, e simultaneamente o capitalismo industrial se tornou capitalismo financeiro. A partir de 1970 ocorreu a Terceira Revolução Industrial, com o desenvolvimento da informática.

## Tipos
As indústrias são divididas em grupos:
| Tipo de indústria                | Descrição |
| -------------------------------- | --- |
| Indústria de base                | Transformam matéria-prima bruta em matéria-prima processada, para a utilização por outras indústrias. |
| Indústria de bens intermediários | Produzem máquinas e equipamentos utilizados nas indústrias de bens de consumo. |
| Indústria de bens de consumo     | Transformam matéria-prima fabricada pela indústria de base em itens para o consumidor final. Podem ser subdivididas em três subgrupos, de acordo com o que produzem: - bens duráveis; - bens semi-duráveis; - bens não-duráveis. Encontram-se muito dispersas geograficamente,5 situadas próximos ao centros urbanos, para proporcionar maior acesso pelos consumidores. |

## Fatores locacionais

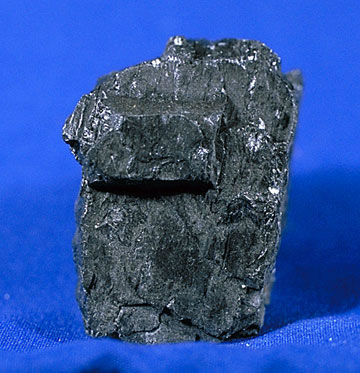
O carvão mineral foi um dos mais importantes fatores locacionais durante a Primeira Revolução Industrial, uma vez que era a principal fonte energética da época.

São os fatores que determinam a instalação de indústrias em determinado local. Cada tipo de indústria precisa de alguns fatores mais intensamente do que de outros. Todos os ramos industriais necessitam fundamentalmente de boa rede de transportes e de telecomunicações. Mas, por exemplo: indústrias de base precisam mais de disponibilidade de matérias-primas e energia (ou facilidade de recepção destes) do que outras coisas; indústrias de alta tecnologia requerem mão-de-obra altamente qualificada; indústrias de bens de consumo dão importância à proximidade de um mercado consumidor amplo; etc..
Estes fatores variam ao longo da história, e por isto os atuais fatores não são os mesmos dos primórdios da industrialização. Por exemplo, na Primeira Revolução Industrial, um dos mais importantes fatores eram as reservas de carvão mineral, a principal fonte energética da época. Atualmente, entretanto, o carvão não tem importância para indústrias que não sejam a siderúrgica – apesar de que mesmo assim, a importância para esta reduziu-se muito.

## Organização do trabalho

### Taylorismo
É um conjunto de métodos de produção industrial onde o funcionário deve apenas desenvolver suas tarefas simples e repetitivas o mais rapidamente possível, sem necessidade de saber algo além disto no processo produtivo, deixando o conhecimento do processo produtivo exclusivamente sob responsabilidade dos gerentes. Isto também facilita demissões e contratações, acirrando a concorrência entre os operários.
A separação rigorosa entre produção e desenvolvimento, entretanto, foi um dos fatores que causaram a decadência deste modelo: cabe aos trabalhadores o aumento da produtividade da indústria, mas certamente não são os operários desqualificados e desmotivados que organizam isto. A solução cabe então ao setor de desenvolvimento, que consegue apenas melhorar por meio da criação de mecanismos mais complexos, e portanto mais difíceis para serem operados pelos funcionários sem qualificação. A lógica era rígida demais para se aperfeiçoar ao longo do tempo.

### Fordismo

Unimate: o primeiro robô industrial, criado por George Devol (1912-2011) e, instalado numa fábrica da Ford Motor Company em 1961.

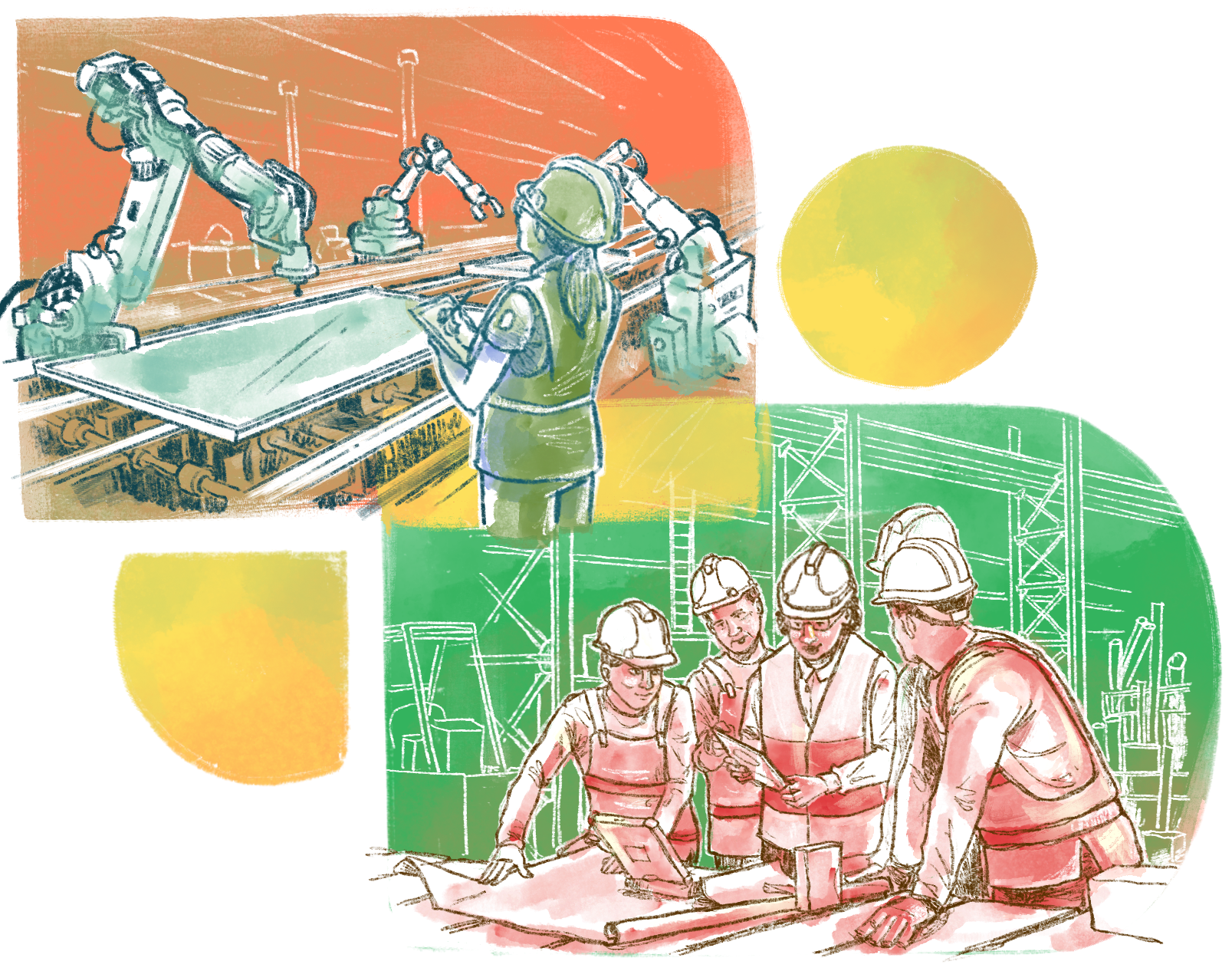
A Evolução no Processo Produtivo.

É o modelo de produção instituído pelo estadunidense Henry Ford em 1914 que é a variante mecanizada do taylorismo, onde acrescenta-se às características do modelo anterior o ajuste dos operários às máquinas. Consiste em aumentar a produção por meio do aumento da eficiência, repassar a diminuição dos custos de produção decorrente do aumento da eficiência para os consumidores e assim vender mais, o que permite manter o baixo preço do produto. O aumento da eficiência se deu, em sua fábrica, pelo aperfeiçoamento da Linha de Montagem: os trabalhadores realizavam apenas uma função específica, portanto não necessitando de qualificação, e para tal ficavam parados em frente a uma esteira rolante que trazia as peças, como em uma empacotadora de carne, de onde a ideia surgiu. Com isto, a indústria precisava de apenas uma pequena quantia de trabalhadores especializados e uma enorme de operários não-qualificados. A maior inovação, entretanto, era a fragmentação do processo produtivo, o que permitia que os engenheiros encontrassem mais facilmente os problemas e que fossem feitas alterações em apenas parte do processo.
O fordismo teve seu auge da metade da década de 50 até o fim da de 60, e já no começo dos anos 70 mostrou-se enfraquecido e seriamente contraditório. A crise deste modelo é creditada a dois fatores distintos: pode ser devido ao seu sucesso, que pode ter atingido já o máximo que o modelo poderia oferecer; ou causada pela mudança dos padrões de consumo.

### Toyotismo
É um modelo de produção criado por Taiichi Ohno nas fábricas da Toyota, logo após a Segunda Guerra Mundial, motivado pela incapacidade do Japão adotar o fordismo, que requer produção e consumos em massa, impossíveis em um país com pequeno mercado consumidor e pouca produção de matérias-primas. Neste modelo, o trabalhador pode escolher a melhor forma de realizar seu trabalho, é capacitado a qualificar suas obrigações e capacidades, e trabalha em equipes que se autogerenciam e são totalmente responsáveis pelo que produzem e por seus integrantes. Esta autogerência significa que todos são supervisores dos outros, e que por isto o controle sobre o operário é muito mais intenso – não significando que todos são líderes, pois apenas um o é. Busca-se produzir apenas o necessário no momento em que for demandado (just in time), reduzindo assim os estoques. Nesta pequena produção, busca-se a maximização da qualidade. Entretanto, isto, para manter o sistema capitalista, estimula redução da vida útil do produto, fenômeno conhecido como obsolescência programada, ou aprimoramento de qualidade em parte supérfluas, como a embalagem.

## Mundo

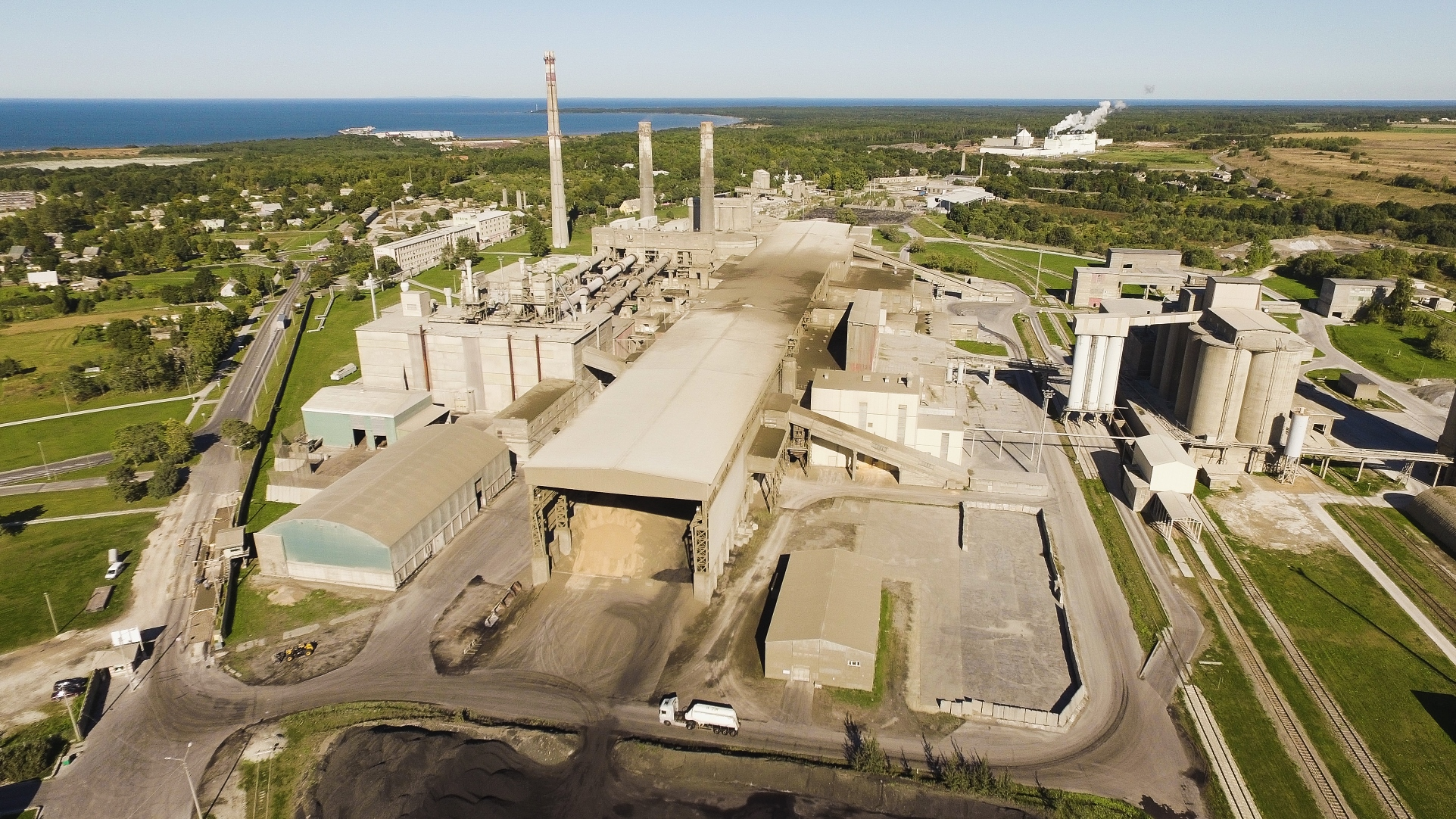
Uma fábrica de cimento e materiais de construção, em Kunda (Estônia).

As maiores concentrações de indústrias no mundo estão na Europa, nos Estados Unidos e no Japão, apesar de eventualmente surgir um ou outro foco de importância relativa. Na Europa, a região chamada “triângulo vital” é a mais industrializada. O Japão disputa com a Alemanha o lugar de segunda potência industrial.
Os Estados Unidos são a maior potência industrial da atualidade, com seu Nordeste, incluindo a área dos Grandes Lagos, sendo a mais antiga e importante região industrial do planeta. Mais recentemente, a orla da Califórnia e o Golfo do México tornaram-se também áreas com grande quantidade de indústrias.
A crise do petróleo favoreceu as indústrias japonesas que adotavam o toyotismo, pois este modelo requeria menos consumo energético, devido à produção apenas quando necessária.
Na América Latina, devido à grande crise dos anos 30, os regimes populistas criaram a estratégia de substituição das importações, que foi aplicada em outros países nos anos 50 (como a Coreia do Sul). Essa estratégia basicamente consistia em investir o lucro das exportações primárias na criação de indústrias montadas com equipamentos comprados dos países desenvolvidos, e proteger estas novas indústrias com barreiras alfandegárias. México, Argentina e Brasil passaram por esta fase, acrescentando a ela relações salariais semifordistas reguladas pelo corporativismo.
Estes são os 50 principais países em valor total da produção industrial em dólares americanos para o ano apontado, de acordo com o Banco Mundial:
| Ranking | País/Região            | Milhões de $US | Ano  |
| ------- | ---------------------- | -------------- | ---- |
|         | Mundo                  | 13.809.122     | 2019 |
| 1       | China                  | 3.896.345      | 2019 |
| 2       | Estados Unidos         | 2.317.176      | 2018 |
| 3       | Japão                  | 1.027.967      | 2018 |
| 4       | Alemanha               | 747.731        | 2019 |
| 5       | Coréia do Sul          | 416.903        | 2019 |
| 6       | Índia                  | 394.531        | 2019 |
| 7       | Itália                 | 298.442        | 2019 |
| 8       | França                 | 266.634        | 2019 |
| 9       | Reino Unido            | 243.114        | 2019 |
| 10      | Rússia                 | 222.544        | 2019 |
| 11      | Indonésia              | 220.503        | 2019 |
| 12      | México                 | 217.852        | 2019 |
| 13      | Brasil                 | 173.668        | 2019 |
| 14      | Espanha                | 154.833        | 2019 |
| 15      | Canadá                 | 151.724        | 2016 |
| 16      | Turquia                | 143.017        | 2019 |
| 17      | Tailândia              | 137.544        | 2019 |
| 18      | Suíça                  | 131.718        | 2019 |
| 19      | Irlanda                | 119.868        | 2019 |
| 20      | Polônia                | 100.011        | 2019 |
| 21      | Países Baixos          | 99.648         | 2019 |
| 22      | Arábia Saudita         | 99.438         | 2019 |
| 23      | Austrália              | 78.657         | 2019 |
| 24      | Malásia                | 78.279         | 2019 |
| 25      | Áustria                | 74.710         | 2019 |
| 26      | Singapura              | 73.677         | 2019 |
| 27      | Filipinas              | 69.568         | 2019 |
| 28      | Suécia                 | 69.262         | 2019 |
| 29      | Bélgica                | 63.569         | 2019 |
| 30      | Venezuela              | 58.236         | 2014 |
| 31      | Argentina              | 57.726         | 2019 |
| 32      | Bangladesh             | 57.284         | 2019 |
| 33      | República Checa        | 55.270         | 2019 |
| 34      | Irã                    | 53.417         | 2017 |
| 35      | Nigéria                | 51.634         | 2019 |
| 36      | Egito                  | 48.241         | 2019 |
| 37      | Porto Rico             | 47.834         | 2018 |
| 38      | Dinamarca              | 45.507         | 2019 |
| 39      | Israel                 | 44.314         | 2018 |
| 40      | Vietnã                 | 43.172         | 2019 |
| 41      | Romênia                | 42.453         | 2019 |
| 42      | África do Sul          | 41.400         | 2019 |
| 43      | Argélia                | 41.278         | 2019 |
| 44      | Finlândia              | 38.670         | 2019 |
| 45      | Emirados Árabes Unidos | 36.727         | 2019 |
| 46      | Colômbia               | 35.439         | 2019 |
| 47      | Paquistão              | 34.658         | 2019 |
| 48      | Omã                    | 30.283         | 2018 |
| 49      | Hungria                | 29.349         | 2019 |
| 50      | Peru                   | 28.733         | 2018 |

### Brasil
Em 2017, a Região Sudeste foi responsável por 58% do valor da transformação industrial do Brasil, seguido pelas regiões Sul (19,6%), Nordeste (9,9%), Norte (6,9%) e Centro-Oeste (5,6%). São Paulo tinha em 2019 um PIB industrial de R$ 400,9 bilhões, equivalente a 28,9% da indústria nacional. São Paulo detinha 40,3% dos estabelecimentos industriais em 2012.
A industrialização no Brasil se deu do meio da década de 1950 até o fim da década de 1970, focada em substituição das importações, liderada pelo Estado e com participação estrangeira. Assim, houve uma extraordinária transformação industrial no país nas três décadas após o fim da 2ª Guerra Mundial, tendo um desempenho impressionante mesmo quando comparado com outros países da época, quando a economia mundial passava por intenso crescimento.
Há quatro interpretações que explicam a industrialização do Brasil:
- teoria dos choques adversos: a industrialização do Brasil deveu-se a estímulos à produção industrial vindos de dificuldades no comércio internacional e a uma política interna expansionista;[33]
- ótica da industrialização liderada pelas exportações: a indústria brasileira crescia juntamente com as exportações no período em que estas cresciam, e decaía quando as exportações decaíam;[33]
- visão do capitalismo tardio: o desenvolvimento industrial do país foi uma etapa do desenvolvimento de uma economia agrícola de exportação;[33]
- ótica da industrialização intencionalmente promovida por políticas do governo: a proteção concedida à indústria é que gerou o setor industrial nacional.[33]

O processo de expansão do capitalismo no Brasil tem sido realizado pela dependência à agricultura, e uso de um Capitalismo de Estado semi-socialista, com excessiva dependência do Governo Federal para tudo, que hiper-concentra poder, o que facilita a corrupção e o populismo. O fordismo desenvolveu-se no país com estilos diferentes, em função do regime político e das políticas econômicas vigentes. A produção do país permaneceu hiper-concentrada no sudeste por um tempo excessivo, e somente no século XXI a industrialização começou a se espalhar de forma mais efetiva no território nacional. A fase inicial de desenvolvimento industrial e gerencial ocorreu em regimes populistas, que originaram formas paternalistas de relações entre trabalho, capital e Estado. Com a ditadura, surgiram formas muito diferentes de gerenciamento da produção, e o período identificou-se fortemente com o fordismo clássico. Com a democratização política na década de 80, o padrão alterou-se, ocorrendo modernização paralela a mudanças nas economias avançadas, incluindo adoção de sistemas de produção flexíveis. Isto porquê os mercados de exportação tornaram-se mais atraentes, e assim houve estímulo para modernização tecnológica e organizacional, fazendo os processos de produção ligados à exportação atualizarem-se mais amplamente e rapidamente, e guiando investimentos em qualidade e produtividade praticamente apenas neste sentido. Nessa época, houve maior demanda por trabalhadores mais qualificados nas empresas que adotaram novos métodos de produção.
Após a abertura comercial e a implantação do Plano Real, houve investimentos na indústria durante o triênio 1995-97. Com estes investimentos, nesta década, surgiu o toyotismo no Brasil.

## Setores

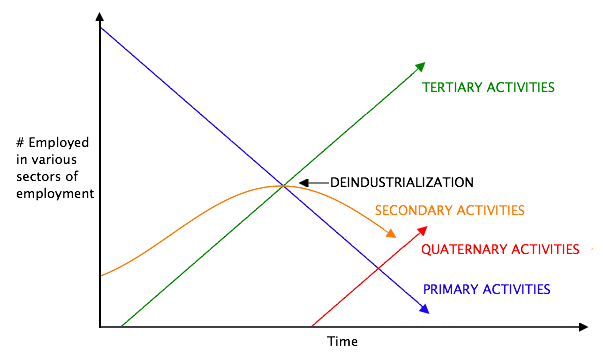
Modelo de setores de Clark (1950) (em inglês).

A indústria, no sentido de manufatura, tornou-se um setor fundamental da produção e do trabalho em países norte-americanos e europeus durante a Revolução Industrial, o que acabou com as antigas economias mercantil e feudal através de muitos avanços tecnológicos rápidos e sucessivos, como a produção de aço e carvão. Ela é auxiliada pelos avanços tecnológicos, e tem continuado a desenvolver-se em novos tipos e setores mesmo nos dias de hoje. Os países industrializados, em seguida, assumiram uma política econômica capitalista. Ferrovias e navios a vapor começaram rapidamente a criar ligações com mercados mundiais anteriormente inalcançáveis, permitindo que as empresas privadas se desenvolvessem a níveis até então inéditos de tamanho e riqueza. Após a Revolução Industrial, cerca de um terço da produção econômica do mundo derivava de indústrias de transformação, mais do que a participação da agricultura. [carece de fontes?]
A indústria está dividida em quatro setores. Eles são:
| Setor       | Definição |
| ----------- | --- |
| Primário    | Envolve a extração de recursos diretamente da Terra, incluindo agricultura, mineração e madeireira. Eles não processam os produtos de forma nenhuma; enviam para as fábricas para ter lucro.                        |
| Secundário  | Esse grupo envolve-se no processamento de produtos vindos de muitas indústrias primárias. Inclui todas as indústrias; aquelas que refinam metais, produzem móveis ou empacotam produtos agropecuários como a carne. |
| Terciário   | Esse grupo foca-se no oferecimento de serviços. Inclui professores, administradores e outros serviços do gênero. |
| Quaternário | Esse grupo se concentra na pesquisa científica e tecnologia. Inclui cientistas. |

Existem muitos outros tipos de indústrias e frequentemente são organizadas em diferentes classes ou setores, recebendo uma grande variedade de classificações.
Os sistemas de classificação da indústria usados pelo governo normalmente dividem as indústrias em três setores: agricultura, manufatura e serviços. O setor primário é formado pela agricultura, mineração e extração de matérias-primas. O setor secundário é a de manufaturas. O setor terciário foca a produção de serviços. Algumas vezes, fala-se em setor quaternário, que consiste de serviços intelectuais como a pesquisa e desenvolvimento (P&D).
Sistemas de classificação baseados no mercado tais como o Global Industry Classification Standard e o Industry Classification Benchmark são usados nas finanças e pesquisa de mercado. Esses sistemas de classificação normalmente dividem as indústrias de acordo com a similaridade de funções e mercados e identificam negócios que produzem produtos relacionados.